# (32108) Jovanzhang
(32108) Jovanzhang est un astéroïde de la ceinture principale.

## Description
(32108) Jovanzhang est un astéroïde de la ceinture principale. Il fut découvert le 27 mai 2000 à Socorro (Nouveau-Mexique) par le projet LINEAR. Il présente une orbite caractérisée par un demi-grand axe de 2,31 UA, une excentricité de 0,11 et une inclinaison de 7,7° par rapport à l'écliptique.

## Compléments